# Kurista
Kurista – wieś leżąca we wschodniej części Estonii, w prowincji Tartu, w gminie Võnnu.